# Route militaire géorgienne

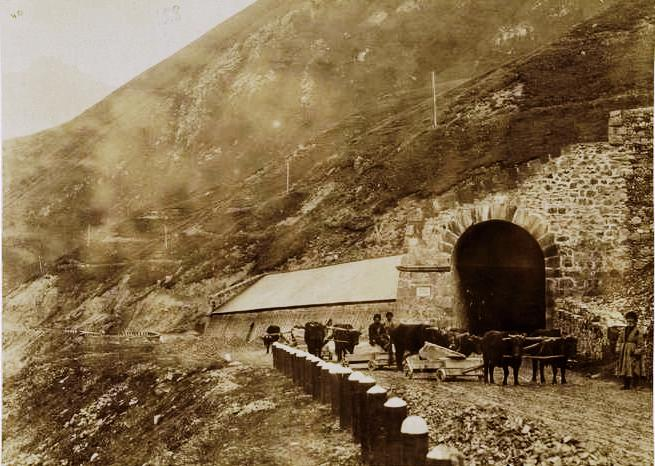
Tunnel entre Kobi et Goudaouri (années 1870).

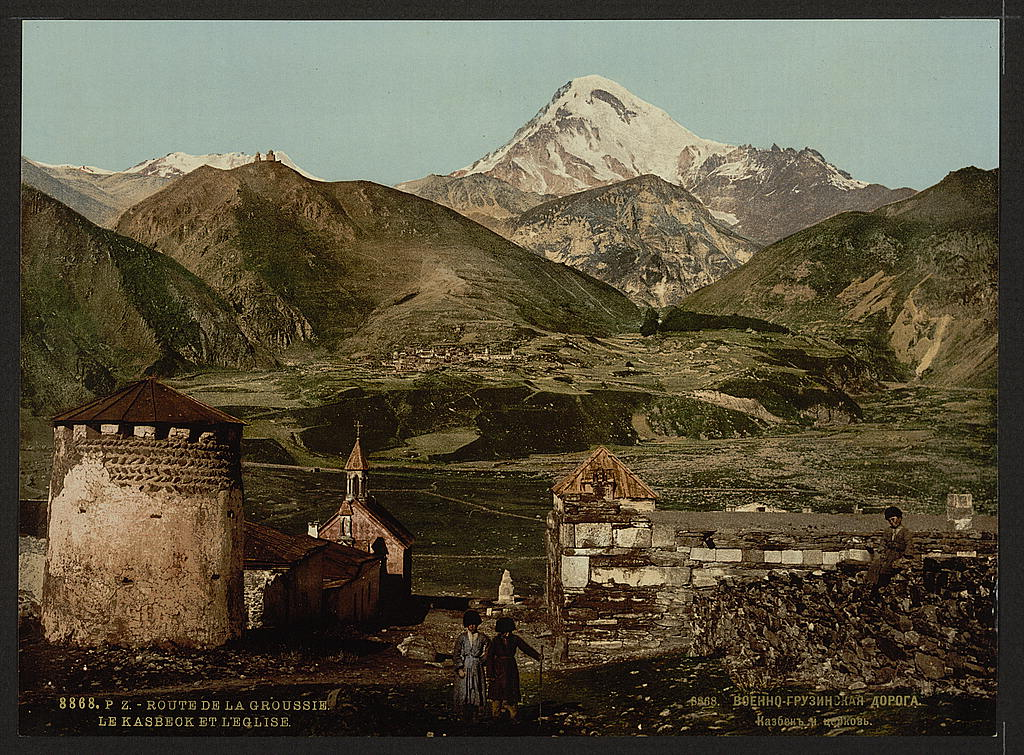
Route militaire géorgienne près du mont Kazbek (carte postale ancienne).

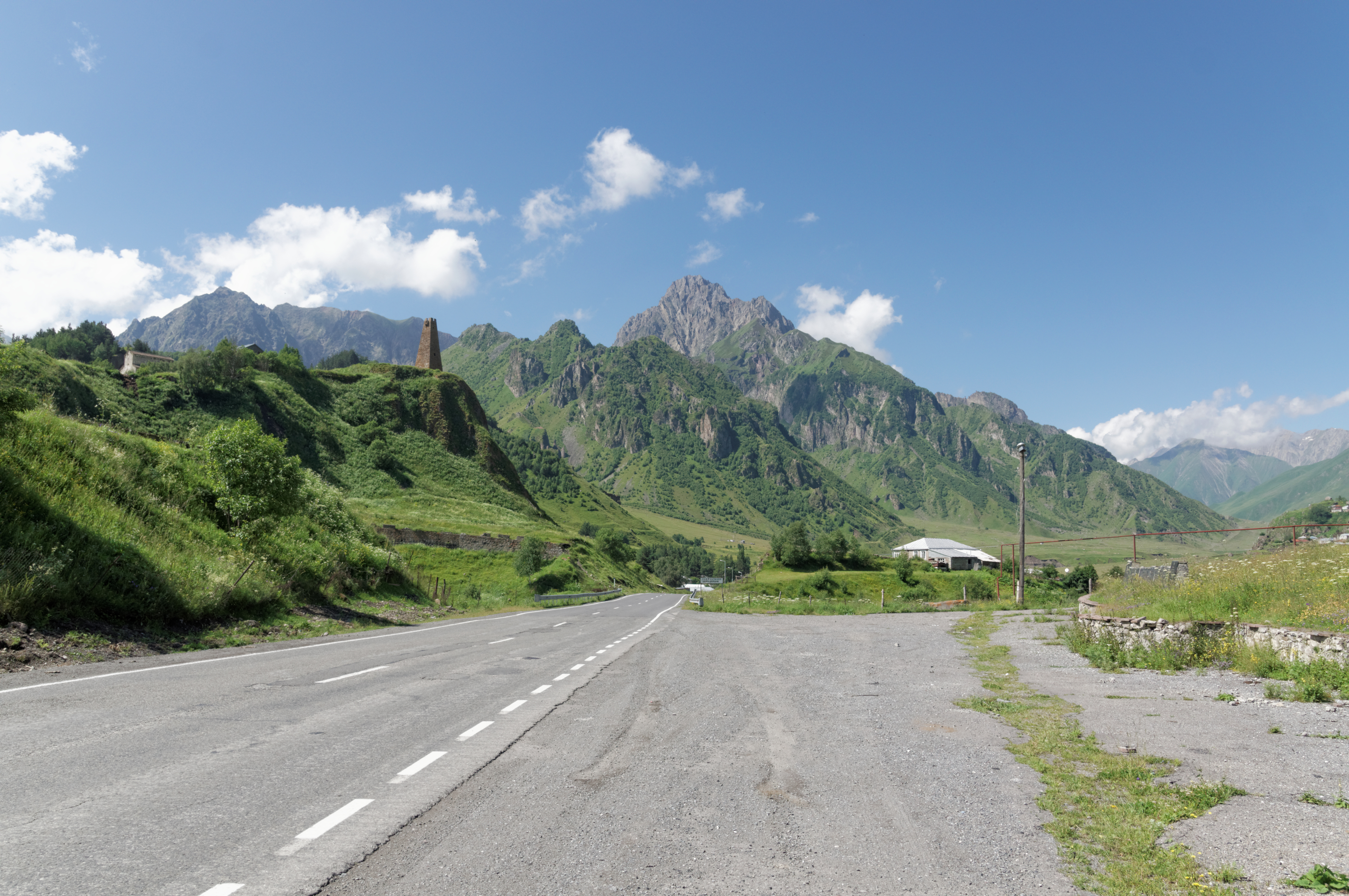
Route militaire géorgienne en 2014.

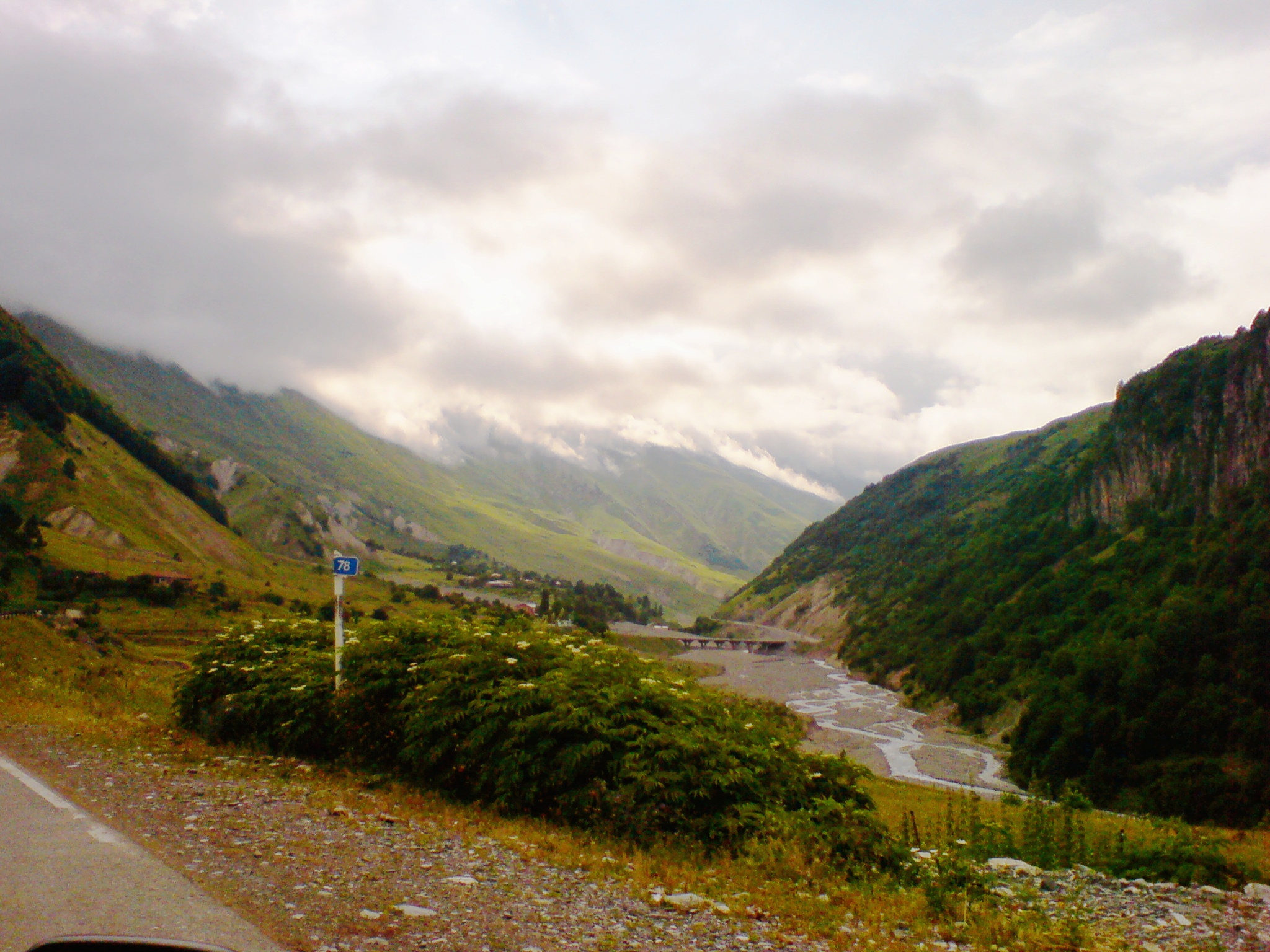
Route militaire géorgienne, kilomètre 78.

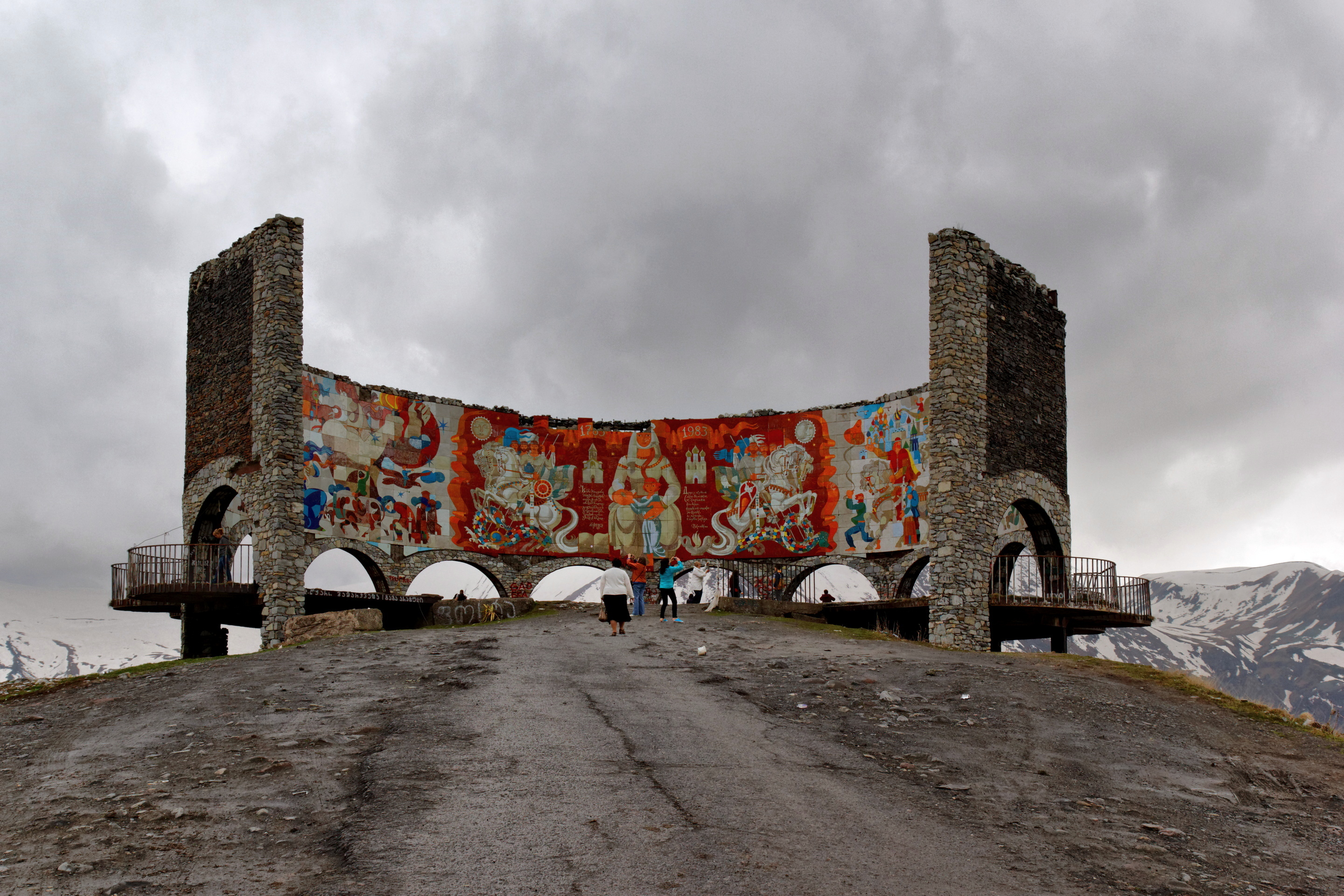
Mémorial de l'Amitié russo-géorgienne (1983).

La Route militaire géorgienne (en russe : Военно-Грузинская дорога, Voïenno-Grouzinskaïa doroga ; en géorgien : საქართველოს სამხედრო გზა, sakartvelos samkhedro gza) est le nom historique d'une route reliant la Géorgie à la Russie à travers le Grand Caucase. Elle doit son nom aux militaires russes qui la construisirent et l’empruntaient, à la suite de l’annexion de la Géorgie au début du XIXe siècle. C'est l'une des trois routes qui traversent le Caucase, les deux autres étant la route militaire d'Ossétie (1854-1889) et la route transcaucasienne (Transkam, 1971-1981), situées plus à l'ouest.

## Histoire
Le passage est fréquenté depuis au moins deux millénaires, comme l'attestent le géographe grec Strabon (au Livre XI de sa Géographie), puis Pline l'Ancien.
La route fut construite par les militaires russes et achevée au début du XIXe siècle. Après l'annexion de la Géorgie par l'Empire russe, en 1801, les Russes entreprirent d'améliorer la chaussée, ce qui fut terminé en 1863. La route militaire géorgienne joua un rôle important dans le développement économique de la Transcaucasie et durant la guerre du Caucase.
La route relie Tbilissi (Géorgie) à Vladikavkaz (Russie) en empruntant la voie suivie traditionnellement par les envahisseurs et les marchands au cours des siècles. Partant du nord, elle parcourt 208 km dans la vallée du Terek, traverse le massif Skalisty (хребет Скалистый) par le défilé de Darial, puis suit la canyon de la rivière Baïdarka jusqu'au col. Elle redescend ensuite dans la vallée de la rivière Tetri Aragvi et rejoint Tbilissi par la rive droite du fleuve Koura (Mtkvari). La route atteint une altitude de 2 395 m au col de Djvari ou col de la Croix, où le général russe Alexis Iermolov fit bâtir une croix en pierre rouge en 1824, pour remplacer la croix originale, bâtie au XIIe siècle par le roi de Géorgie David IV dit David le Reconstructeur.

## La route actuelle
L'importance de la Route militaire géorgienne en tant que route de liaison a diminué au cours des dernières années, principalement en raison de la lenteur du franchissement de la frontière entre la Russie et la Géorgie et de la fermeture répétée du poste frontière. Cette route figure au programme des circuits touristiques en Géorgie, mais elle est réputée dangereuse.
Parmi les sites et les paysages les plus spectaculaires rencontrés le long du parcours, figurent 
- le mont Kazbek (altitude 5 047 m), le troisième plus haut sommet du Caucase, couvert de neiges éternelles ;
- la passe de Darial et le monastère de Dariali ;
- l'église de la Trinité de Guerguéti (XIVe siècle), située à 2 170 m d'altitude, sur les pentes du mont Kazbek, dans un cadre sauvage ;
- le Mémorial de l'amitié russo-géorgienne (1983), fêtant le bicentenaire du traité de Gueorguievsk ;
- l'ancienne ville de Mtskhéta, qui fut la capitale de la Géorgie ;
- le monastère de Djvari, du VIe siècle ;
- l'ensemble architectural d'Ananouri (XVIIe siècle), comprenant deux églises dans un cadre architectural extérieur remarquable, admirablement situé près d'un lac artificiel ;
- Zemo Avchala, un barrage et une centrale hydroélectrique.

La route donne également accès à la station de sports d'hiver géorgienne de Goudaouri, à 2 000 m d'altitude.

### Source
- (en) Cet article est partiellement ou en totalité issu de l’article de Wikipédia en anglais intitulé « Georgian Military Road » (voir la liste des auteurs).